# Заполосный (Ростовская область)
Заполо́сный — хутор в Зерноградском районе Ростовской области России.
Входит в состав Красноармейского сельского поселения.

## Население
| 2010 |
| ---- |
| 700  |

## Улицы
- ул. Мира,
- ул. Новая,
- ул. Степная.